# Go Bowling at The Glen
Go Bowling at The Glen är ett stockcarlopp ingående i Nascar Cup Series som körs över 90 varv (220.86 miles, 355,44 km) på Watkins Glen International i Watkins Glen i New York i USA. Loppet har med undantag för åren 1958-1963 och 1966-1985 och 2020 körts årligen sedan 1957.

## Tidigare namn
- The Glen 101.2 (1957)
- The Glen 151.8 (1964–1965)
- The Budweiser At The Glen (1986–1989)
- Budweiser At The Glen (1990–1993)
- The Bud At The Glen (1994–1998)
- Frontier @ The Glen (1999)
- Global Crossing @ The Glen (2000–2001)
- Sirius Satellite Radio at The Glen (2002–2005)
- AMD at the Glen (2006)
- Centurion Boats at The Glen (2007–2008)
- Heluva Good! Sour Cream Dips at The Glen (2009–2011)
- Finger Lakes 355 at The Glen (2012)
- Cheez-It 355 at The Glen (2013–2016)
- I Love New York 355 at The Glen (2017)

## Tidigare vinnare
| Säsong      | Datum         | Nr        | Förare              | Team                       | Konstruktör | Distans   | Distans           | Tid       | Snitthastighet (mph) | Rapport   |
| Säsong      | Datum         | Nr        | Förare              | Team                       | Konstruktör | Laps      | Miles (km)        | Tid       | Snitthastighet (mph) | Rapport   |
| ----------- | ------------- | --------- | ------------------- | -------------------------- | ----------- | --------- | ----------------- | --------- | -------------------- | --------- |
| 1957        | 4 augusti     | 87        | Buck Baker          | Buck Baker                 | Chevrolet   | 44        | 101,2 (162,865)   | 1:13.06   | 83,064               | Rapport   |
| 1958 – 1963 | Kördes ej     | Kördes ej | Kördes ej           | Kördes ej                  | Kördes ej   | Kördes ej | Kördes ej         | Kördes ej | Kördes ej            | Kördes ej |
| 1964        | 19 juli       | 1         | Billy Wade          | Bud Moore Engineering      | Mercury     | 66        | 151,8 (244,298)   | 1:32.57   | 97,988               | Rapport   |
| 1965        | 18 juli       | 21        | Marvin Panch        | Wood Brothers Racing       | Ford        | 66        | 151,8 (244,298)   | 1:32.46   | 98,182               | Rapport   |
| 1966 – 1985 | Kördes ej     | Kördes ej | Kördes ej           | Kördes ej                  | Kördes ej   | Kördes ej | Kördes ej         | Kördes ej | Kördes ej            | Kördes ej |
| 1986        | 10 augusti    | 25        | Tim Richmond        | Hendrick Motorsports       | Chevrolet   | 90        | 218,52 (351,673)  | 2:12.56   | 90,463               | Rapport   |
| 1987        | 9 10 augusti  | 27        | Rusty Wallace       | Blue Max Racing            | Pontiac     | 90        | 218,52 (351,673)  | 2:24.36   | 90,682               | Rapport   |
| 1988        | 14 augusti    | 26        | Ricky Rudd          | King Racing                | Buick       | 90        | 218,52 (351,673)  | 2:56.58   | 74,096               | Rapport   |
| 1989        | 13 augusti    | 27        | Rusty Wallace       | Blue Max Racing            | Pontiac     | 90        | 218,52 (351,673)  | 2:26.55   | 87,242               | Rapport   |
| 1990        | 12 augusti    | 5         | Ricky Rudd          | Hendrick Motorsports       | Chevrolet   | 90        | 218,52 (351,673)  | 2:21.49   | 92,452               | Rapport   |
| 1991        | 11 augusti    | 4         | Ernie Irvan         | Morgan-McClure Motorsports | Chevrolet   | 90        | 218,52 (351,673)  | 2:12.28   | 98,977               | Rapport   |
| 1992        | 9 augusti     | 42        | Kyle Petty          | SABCO Racing               | Pontiac     | 51b       | 125,154 (201,415) | 1:27.21   | 88,980               | Rapport   |
| 1993        | 8 augusti     | 6         | Mark Martin         | Roush Racing               | Ford        | 90        | 220,5 (354,86)    | 2:36.04   | 84,771               | Rapport   |
| 1994        | 14 augusti    | 6         | Mark Martin         | Roush Racing               | Ford        | 90        | 220,5 (354,86)    | 2:21.07   | 93,752               | Rapport   |
| 1995        | 13 augusti    | 6         | Mark Martin         | Roush Racing               | Ford        | 90        | 220,5 (354,86)    | 2:11.54   | 103,030              | Rapport   |
| 1996        | 11 augusti    | 7         | Geoffrey Bodine     | Geoff Bodine Racing        | Ford        | 90        | 220,5 (354,86)    | 2:23.17   | 92,334               | Rapport   |
| 1997        | 10 augusti    | 24        | Jeff Gordon         | Hendrick Motorsports       | Chevrolet   | 90        | 220,5 (354,86)    | 2:24.55   | 91,294               | Rapport   |
| 1998        | 9 augusti     | 24        | Jeff Gordon         | Hendrick Motorsports       | Chevrolet   | 90        | 220,5 (354,86)    | 2:20.03   | 94,466               | Rapport   |
| 1999        | 15 augusti    | 24        | Jeff Gordon         | Hendrick Motorsports       | Chevrolet   | 90        | 220,5 (354,86)    | 2:30.49   | 87,722               | Rapport   |
| 2000        | 13 augusti    | 1         | Steve Park          | Dale Earnhardt, Inc.       | Chevrolet   | 90        | 220,5 (354,86)    | 2:24.51   | 91,336               | Rapport   |
| 2001        | 12 augusti    | 24        | Jeff Gordon         | Hendrick Motorsports       | Chevrolet   | 90        | 220,5 (354,86)    | 2:28.31   | 89,081               | Rapport   |
| 2002        | 11 augusti    | 20        | Tony Stewart        | Joe Gibbs Racing           | Pontiac     | 90        | 220,5 (354,86)    | 2:40.56   | 82,208               | Rapport   |
| 2003        | 10 augusti    | 31        | Robby Gordon        | Richard Childress Racing   | Chevrolet   | 90        | 220,5 (354,86)    | 2:26.17   | 90,441               | Rapport   |
| 2004        | 15 augusti    | 20        | Tony Stewart        | Joe Gibbs Racing           | Chevrolet   | 90        | 220,5 (354,86)    | 2:23.25   | 92,249               | Rapport   |
| 2005        | 14 augusti    | 20        | Tony Stewart        | Joe Gibbs Racing           | Chevrolet   | 92c       | 225,4 (362,746)   | 2:35.48   | 86,804               | Rapport   |
| 2006        | 13 augusti    | 29        | Kevin Harvick       | Richard Childress Racing   | Chevrolet   | 90        | 220,5 (354,86)    | 2:52.27   | 76,718               | Rapport   |
| 2007        | 12 augusti    | 20        | Tony Stewart        | Joe Gibbs Racing           | Chevrolet   | 90        | 220,5 (354,86)    | 2:50.38   | 77,535               | Rapport   |
| 2008        | 10 augusti    | 18        | Kyle Busch          | Joe Gibbs Racing           | Toyota      | 90        | 220,5 (354,86)    | 2:16.11   | 97,148               | Rapport   |
| 2009        | 10 augusti    | 14        | Tony Stewart        | Stewart-Haas Racing        | Chevrolet   | 90        | 220,5 (354,86)    | 2:26.31   | 90,297               | Rapport   |
| 2010        | 8 augusti     | 42        | Juan Pablo Montoya  | Earnhardt Ganassi Racing   | Chevrolet   | 90        | 220,5 (354,86)    | 2:23.52   | 91,960               | Rapport   |
| 2011        | 14 15 augusti | 9         | Marcos Ambrose      | Richard Petty Motorsports  | Ford        | 92c       | 225,4 (362,746)   | 2:16.02   | 99,417               | Rapport   |
| 2012        | 12 augusti    | 9         | Marcos Ambrose      | Richard Petty Motorsports  | Ford        | 90        | 220,5 (354,86)    | 2:14.48   | 98,145               | Rapport   |
| 2013        | 11 augusti    | 18        | Kyle Busch          | Joe Gibbs Racing           | Toyota      | 90        | 220,5 (354,86)    | 2:32.04   | 87,001               | Rapport   |
| 2014        | 10 augusti    | 47        | A. J. Allmendinger  | JTG Daugherty Racing       | Chevrolet   | 90        | 220,5 (354,86)    | 2:26.48   | 90,123               | Rapport   |
| 2015        | 9 augusti     | 22        | Joey Logano         | Team Penske                | Ford        | 90        | 220,5 (354,86)    | 2:24.43   | 91,42                | Rapport   |
| 2016        | 7 augusti     | 11        | Denny Hamlin        | Joe Gibbs Racing           | Toyota      | 90        | 220,5 (354,86)    | 2:27.48   | 89,513               | Rapport   |
| 2017        | 6 augusti     | 78        | Martin Truex Jr.    | Furniture Row Racing       | Toyota      | 90        | 220,5 (354,86)    | 2:07.03   | 104,132              | Rapport   |
| 2018        | 5 augusti     | 9         | Chase Elliott       | Hendrick Motorsports       | Chevrolet   | 90        | 220,5 (354,86)    | 2:13.44   | 98,928               | Rapport   |
| 2019        | 4 augusti     | 9         | Chase Elliott       | Hendrick Motorsports       | Chevrolet   | 90        | 220,5 (354,86)    | 2:14.17   | 98,523               | Rapport   |
| 2020        | Kördes ej     | Kördes ej | Kördes ej           | Kördes ej                  | Kördes ej   | Kördes ej | Kördes ej         | Kördes ej | Kördes ej            | Kördes ej |
| 2021        | 8 augusti     | 5         | Kyle Larson         | Hendrick Motorsports       | Chevrolet   | 90        | 220,5 (354,86)    | 2:10.57   | 101,031              | Rapport   |
| 2022        | 21 augusti    | 5         | Kyle Larson         | Hendrick Motorsports       | Chevrolet   | 90        | 220,5 (354,86)    | 2:17.52   | 95,962               | Rapport   |
| 2023        | 20 augusti    | 24        | William Byron       | Hendrick Motorsports       | Chevrolet   | 90        | 220,5 (354,86)    | 1:58.44   | 111,426              | Rapport   |
| 2024        | 15 september  | 17        | Chris Buescher      | RFK Racing                 | Ford        | 92        | 225,4 (362,746)   | 2:38.41   | 80.226               | Rapport   |
| 2025        | 10 augusti    | 88        | Shane Van Gisbergen | Trackhouse Racing          | Chevrolet   | 90        | 220,5 (354,86)    | 2:10.39   | 101,263              | Rapport   |

- ^b  – Loppet kortat på grund av regn.
- ^c  – Loppet förlängt enligt Nascar:s regel om att ett lopp inte kan avgöras under gulflagg.

### Förare med flera segrar
| Vinster | Förare         | År                           |
| ------- | -------------- | ---------------------------- |
| 5       | Tony Stewart   | 2002, 2004, 2005, 2007, 2009 |
| 4       | Jeff Gordon    | 1997, 1998, 1999, 2001       |
| 3       | Mark Martin    | 1993, 1994, 1995             |
| 2       | Rusty Wallace  | 1987, 1989                   |
| 2       | Ricky Rudd     | 1988, 1990                   |
| 2       | Marcos Ambrose | 2011, 2012                   |
| 2       | Kyle Busch     | 2008, 2013                   |
| 2       | Chase Elliott  | 2018, 2019                   |
| 2       | Kyle Larson    | 2021, 2022                   |

### Team med flera segrar
| Vinster | Team                      | År                                                               |
| ------- | ------------------------- | ---------------------------------------------------------------- |
| 11      | Hendrick Motorsports      | 1986, 1990, 1997, 1998, 1999, 2001, 2018, 2019, 2021, 2022, 2023 |
| 7       | Joe Gibbs Racing          | 2002, 2004, 2005, 2007, 2008, 2013, 2016                         |
| 4       | RFK Racing                | 1993, 1994, 1995, 2024                                           |
| 2       | Blue Max Racing           | 1987, 1989                                                       |
| 2       | Richard Childress Racing  | 2003, 2006                                                       |
| 2       | Richard Petty Motorsports | 2011, 2012                                                       |

### Konstruktörer efter antal segrar
| Vinster | Konstruktör | År |
| ------- | ----------- | --- |
| 21      | Chevrolet   | 1957, 1986, 1990, 1991, 1997, 1998, 1999, 2000, 2001, 2003, 2004, 2005, 2006, 2007, 2009, 2010, 2014, 2018, 2019, 2021, 2022, 2023, 2025 |
| 9       | Ford        | 1965, 1993, 1994, 1995, 1996, 2011, 2012, 2015, 2024                                                                                     |
| 4       | Pontiac     | 1987, 1989, 1992, 2002 |
| 4       | Toyota      | 2008, 2013, 2016, 2017 |
| 1       | Mercury     | 1964 |
| 1       | Buick       | 1988 |